# مصنع إم إم إيه
مصنع إم إم إيه (بالإنجليزية: MMA Factory)‏ هي صالة ألعاب رياضية لفنون القتال المختلطة مقرها في باريس، فرنسا. تعتبر أكبر صالة ألعاب رياضية للفنون القتالية المختلطة في فرنسا، وهي معروفة بتطوير بطل يو إف سي للوزن الثقيل السابق، فرانسيس نغانو، وبطل يو إف سي المؤقت للوزن الثقيل السابق، سيريل غان.